# Rasa de la Presó (Odèn)
La Rasa de la Presó és un torrent afluent per la dreta de la Rasa de les Olles que fa tot el seu curs pel terme municipal d'Odèn.
De direcció global cap a les 2 del rellotje, neix a 25 m. a l'est de la carretera de Montpol a Cambrils d'Odèn, a 400 m. del cim del Serra-seca i desguassa al seu col·lector a 180 m. a llevant de la Caseta de Móres.

## Xarxa hidrogràfica
La seva xarxa hidrogràfica, que també transcorre íntegrament pel terme d'Odèn, està constituïda per vuit cursos fluvials la longitud total dels quals suma 3.558 m.